# Ильмовка (Свердловская область)
Ильмовка — посёлок в муниципальном округе Первоуральск Свердловской области России.

## География
Ильмовка расположена в лесной местности, в верховьях реки Сухой Утки (левого притока реки Чусовой), на правом берегу. Посёлок находится в 5 километрах к востоку от Дружинина и в 25 километрах (по дорогам 47 километрах) к западу-северо-западу от города Первоуральска.
Через Ильмовку проходит железнодорожная магистраль Москва — Казань — Екатеринбург. В посёлке расположена станция Ильмовка Свердловской железной дороги. В окрестностях посёлка расположены садовые участки, а в полукилометре к западу возвышается гора Крутенькая (434,6 метра).

## Население
| 2002 | 2010 |
| ---- | ---- |
| 18   | ↘16  |